# Rémi Fraisse

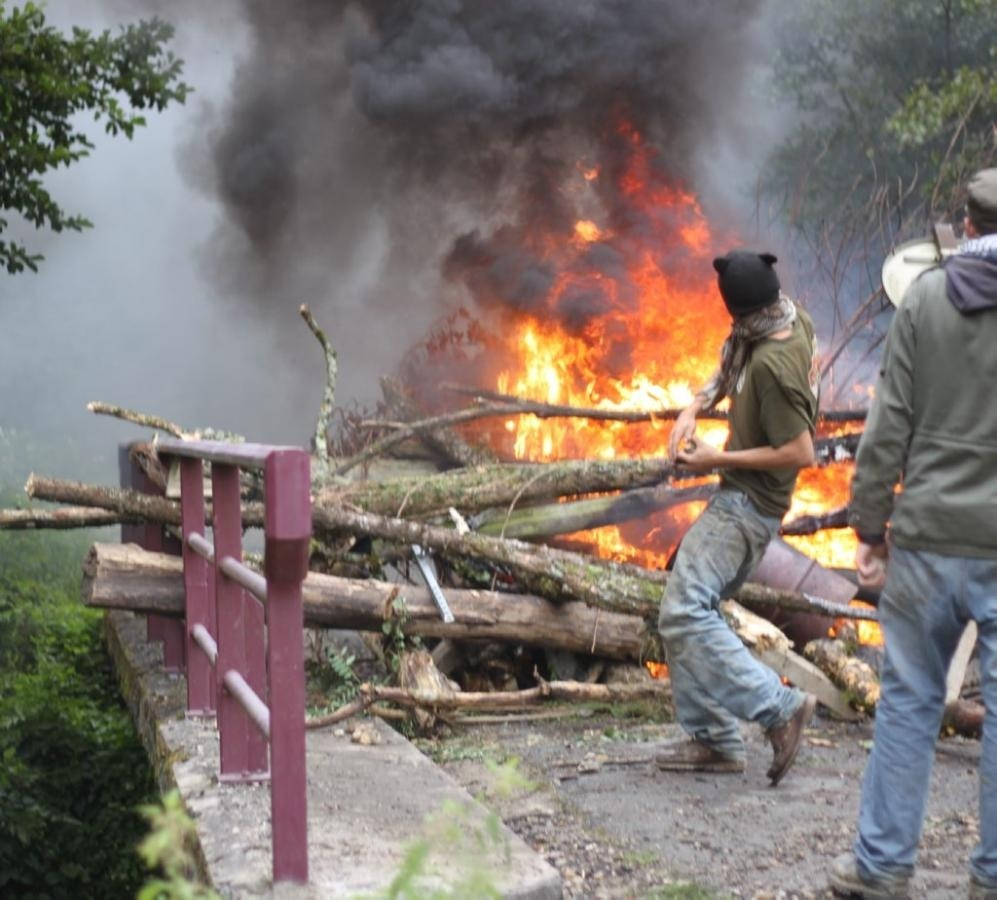
Zamieszki na terenach tamy Sivens. Październik 2014.

Rémi Fraisse (ur. 31 sierpnia 1993 w Tuluzie, zm. 26 października 2014 w Lisle-Sur-Tarn) –  francuski botanik i bojownik o ochronę środowiska. Zginął na skutek wybuchu granatu hukowego w starciach z siłami porządkowymi w czasie protestu przeciwko budowie tamy Sivens w południowej Francji”. 